# 10 de Abril, Guerrero
10 de Abril är en ort i Mexiko.   Den ligger i kommunen Acapulco de Juárez och delstaten Guerrero, i den södra delen av landet, 300 km söder om huvudstaden Mexico City. 10 de Abril ligger 12 meter över havet och antalet invånare är 1 051.
Terrängen runt 10 de Abril är platt åt sydost, men åt nordväst är den kuperad. Havet är nära 10 de Abril söderut. Runt 10 de Abril är det tätbefolkat, med 397 invånare per kvadratkilometer. Närmaste större samhälle är Acapulco, 16,3 km väster om 10 de Abril. Omgivningarna runt 10 de Abril är en mosaik av jordbruksmark och naturlig växtlighet.